# Austrolestes analis
Austrolestes analis là loài chuồn chuồn trong họ Lestidae. Loài này được Rambur mô tả khoa học đầu tiên năm 1842.